# 許崇清
許 崇清（きょ すうせい）は、中華民国・中華人民共和国の教育家・政治家。広東省政府で10数年にわたり要職をつとめた一方で、教育界においても国立中山大学校長などに就任した人物である。中華人民共和国成立後も、やはり広東省で教育・政治活動に従事した。字は志澄・芷澄。兄は許崇灝。従兄は中国国民党の元老許崇智である。

## 事跡

### 広東省政府委員に至るまで
1905年（光緒31年）、日本に留学し、東京高等師範学校（現・東京教育大学）で学ぶ。このとき、中国同盟会に加入した。1911年（宣統3年）、辛亥革命勃発を受けて休学・帰国し、革命に参加している。翌年、日本に戻って復学した。その後、東京帝国大学文学部に入学し、卒業後は大学院でも研究を継続した。
1920年（民国9年）夏に大学院を卒業・帰国し、教育界に身を置くことになる。1921年（民国10年）2月、広州市教育局局長に任ぜられ、翌年には、陳独秀が組織した広東省教育委員会で委員となった。1923年（民国12年）10月、孫文（孫中山）の指名により、中国国民党臨時中央執行委員会委員に任ぜられた。翌年1月の国民党第1回全国代表大会にも出席している。
1925年（民国14年）7月、広東省政府教育庁庁長に任命され、翌年2月には広州国民政府教育行政委員会委員も兼任した。1927年（民国16年）4月から10月にかけて、南京国民政府教育行政委員会委員をつとめる。同年7月、広東省政府教育庁長を離任し、翌月からは同省政府委員に任ぜられる。1928年（民国17年）12月、同省政府民政庁長に任ぜられ、翌年7月に教育庁長代理に転じ、1930年（民国19年）1月、再び民政庁長に戻った。1931年（民国20年）4月、民政庁長を辞任して省政府委員専任となり、以後、1945年（民国34年）8月まで一貫してこの地位にあった。

### 中山大学校長に
1931年（民国20年）6月に国立中山大学校長に任命され、1935年（民国24年）4月からは考選委員会副委員長をつとめている。日中戦争（抗日戦争）勃発後は、広東省曲江にて第7戦区編纂委員会主任委員に任ぜられ、『新建設』や『教育新時代』などの刊行物を発行した。1940年（民国29年）4月、中山大学代理校長となり、翌年4月には同大学法学院院長をつとめている。1942年（民国31年）3月には雑誌『学園』を創刊した。
戦後は広州に戻り、中山大学と江蘇社会教育学院で教授をつとめた。1945年（民国34年）10月、立法院立法委員に任ぜられている。1949年（民国38年）初めにいったん香港へ移ったが、同年冬、中華人民共和国における教育活動に参加するため、広州に引き返した。

### 中華人民共和国での活動
中華人民共和国では、最初に広東省教育工会主席に任ぜられている。1951年、許崇清は中山大学校長に任命されたが、これは、本来は別の人物が校長に就任予定であったところを、毛沢東が強く要望して許を校長に就任させたものであったとされる。1953年1月には中南行政委員会委員も兼ねた。同年、広東省人民委員会委員兼文教委員会副主任となる。翌年、第1期全国人民代表大会代表に選出された（以後、第2期・第3期でも連続選出）。1955年からは中国民主促進会の要人となり、8月に同会第4期中央委員会常務委員会常務委員に選出されている（続く第5期でも選出）。1961年12月からは、2期にわたって広東省副省長を務めた。
しかし文化大革命が起きると、許崇清も批判にさらされることになる。1969年3月14日、批判を被ったストレスのため心臓病を引き起こし、広州市にて病没。享年82（満81歳）。